# 大和雪原

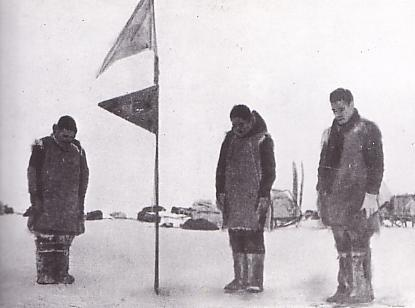
大和雪原にて皇居を遥拝する白瀬隊（中央の人物が白瀬矗。右は武田輝太郎、左は三井所清造）

白瀬南極遠征隊の旗

大和雪原（やまとゆきはら・やまとせつげん）は南極探検家・白瀬矗が命名した南極の地域名。

## 発見・命名
白瀬は1912年1月、開南丸にてロス棚氷に接近、クジラ湾近くの小さな湾（白瀬はこの湾を開南湾と命名）に停泊しそこから氷崖に上って本拠地を建設した。1月20日、突進隊員4名（武田輝太郎学術部長、三井所清造衛生部長、山辺安之助、花守信吉）とともに南極点を目指し出発したが、それは果たせず1月28日に到達した南緯80度05分00秒 西経156度37分00秒 / 南緯80.08333度 西経156.61667度が最も南の地点であった。白瀬はその地点に日章旗を掲揚した。そこから見渡す限りの一帯を「大和雪原」（ヤマトユキハラ）と命名し、日本領とすることを宣言した。
白瀬南極遠征隊による探検後、直ちに日本の後続の探検隊が送られることもなかったために、大和雪原の範囲は明確化されていない。現在では大和雪原は、陸上ではなく、ルーズベルト島南方のロス棚氷上にあることが判明している。白瀬は南極大陸に上陸したのにもかかわらず、一片の岩石も持ち帰ることができなかったことを悔やんだという。
白瀬は、1931年（昭和6年）と1938年（昭和13年）に政府へ寄付願を提出しているが、政府は1939年（昭和14年）3月22日の答弁書において「諸般の事情を考慮し適当なる方策に付充分研究の上善処する意向なり」と回答し、領土として主張することに消極的であった。また、1942年（昭和19年）には、イギリスがロス海属領の領有を宣言したことへの対抗措置に関し、西春彦外務次官が「領土の取得には其の意思とそれを実効あらしむる為の措置とが必要で、単なる領有の宣言又は通告のみでは足らないと云うのが通説」であり「日本が今斯（かか）る宣言をすることも、其の以外の土地を他国の領土と認めるが如き逆効果を生ずる虞もあり、其の時期に付ても考慮を要する」と貴族院で答弁している。白瀬は、第二次世界大戦後も、1946年（昭和21年）にも南極における日本の領有権確認の書簡を出したりしているが、結局のところ、1951年に署名されて1952年に発効されたサンフランシスコ平和条約第2条において、日本国政府は南極地域の領有権を放棄しており、日本領の宣言は無効となっている。
日本国内において使われていた地名であったが、2012年6月、改めて日本の国立極地研究所南極地名委員会は、白瀬矗の南極探検100周年を記念して、「大和雪原」（やまとゆきはら Yamato Yukihara）の地名を正式に付与することとした。この決定は南極地域観測統合推進本部（南極本部）によって承認され、南極本部から国内関係機関へ、国立極地研究所から南極研究科学委員会（SCAR）を通じて各国の南極関係機関へ、それぞれ通知された。区分としてはキャンプ地の呼称とされ、位置は南緯80度05分00秒 西経156度37分00秒 / 南緯80.08333度 西経156.61667度座標: 南緯80度05分00秒 西経156度37分00秒 / 南緯80.08333度 西経156.61667度とされている。アメリカ地質調査所の地名情報システム（GNIS）には Yamato Yukihara Camp Site (historical) として登録されている。

## 読み
大和雪原については、「やまとせつげん」と読まれることもあるが、白瀬隊の公式記録である『南極記』では「やまとゆきはら」とされており、2012年に国立極地研究所南極地名委員会および南極地域観測統合推進本部によって正式な地名として採用された際にも「やまとゆきはら」の読みが採用されている。